# Poospiza erythrophrys
Poospiza erythrophrys е вид птица от семейство Тангарови (Thraupidae).

## Разпространение
Видът е разпространен в Аржентина и Боливия.